# ترودي بنسون
ترودي بنسون (بالإنجليزية: Trudy Benson)‏ هي رسامة أمريكية، ولدت في 1985.

## وصلات خارجية
- الموقع الرسمي